# Arbeitsgericht Eutin
Das Arbeitsgericht Eutin war ein oldenburgisches Arbeitsgericht mit Sitz in Eutin.

## Geschichte
Gemäß Arbeitsgerichtsgesetz vom 23. Dezember 1926 wurden in Deutschland Arbeitsgerichte gebildet. Diese waren nur in der ersten Instanz organisatorisch selbstständige Gerichte, die Landesarbeitsgerichte waren den Landgerichten zugeordnet. Am Landgericht Hamburg entstand so 1927 das Landesarbeitsgericht Hamburg als einziges Landesarbeitsgericht des Stadtstaats Hamburg. Der Freistaat Oldenburg vereinbarte mit Hamburg per Staatsvertrag, dass dieses Landesarbeitsgericht auch als Revisionsgericht für das Arbeitsgericht Eutin dienen sollte. Dieses war für den Gerichtsbezirk des Amtsgerichts Eutin zuständig. Am Gericht bestanden eine Kammern für Arbeiter, eine Kammer für Angestellte und eine Kammer für Handwerk.
Mit dem Groß-Hamburg-Gesetz von 1937 wurde ein Landesarbeitsgericht Lübeck geschaffen und das Arbeitsgericht Lübeck diesem zum 31. März 1937 zugeordnet. Gleichzeitig wurden die oldenburgischen Arbeitsgerichte Eutin und Bad Schwartau aufgehoben und deren Sprengel dem Arbeitsgerichtes Lübeck zugelegt.